# William Bowman (chirurgien)
Pour les articles homonymes, voir William Bowman et Bowman.
William Bowman, né le 20 juillet 1816 à Nantwich et mort le 29 mars 1892 à Dorking, 1er baronnet, est un chirurgien, histologiste et anatomiste britannique.

## Carrière
Il est surtout célèbre pour ses recherches au microscope pour l'étude de divers organes humains et sa carrière d'ophtalmologiste.
La capsule de Bowman porte son nom.